# جوهولسان
جوهولسان (به لاتین: Juheulsan) یک کوه در کره جنوبی است که در Gyeongsangbuk-do, South Korea واقع شده‌است. جوهولسان ۱٬۱۰۶ متر بالاتر از سطح دریا واقع شده‌است.